# Петроглифы Кулжабасы
Петроглифы Кулжабасы — петроглифы в горах Кулжабасы. Расположены в юго-западной части Чу-Илийских гор, где долина реки Копа — притока Курты и Или отделяет южную оконечность хребта от Аныракайского массива. Открыты в 2001 году.
Благодаря своему географическому положению этот водораздельный участок Чу-Или с далёких времен играл значительную роль как путь международной торговли и культурного обмена, соединяющий на границе Чуйской долины и Семиречья маршруты, ведущие из Средней Азии к верховьям Или и в Китай или на северо-восток — в Южную Сибирь и Монголию.
Остатки древних поселений и стоянок, захоронения, каменные стелы и гравюры на скалах помогают воссоздавать черты этого обитания на протяжении более трех минувших тысячелетий, хотя начатое недавно их изучение пока не освещает в полной мере древнейшие этапы истории.
Наиболее значимое и содержательное значение памятников Кулжабасы составляют петроглифы: наряду с наскальными рисунками знаменитого комплекса Тамгалы, расположенного в 40 км к северо-востоку, представляющую собой образцовый прототип наскального изобразительного искусства Казахстана. На протяжении нескольких столетий предгорная равнина была местом курганов.